# La Route de Coronado
La Route de Coronado est la quatorzième histoire de la série Jerry Spring créée par Jijé. Les dessins sont de Jijé, assisté par Jean Giraud. Le scénario est de Philip. Elle est publiée pour la première fois du no 1192 (février 1961) au no 1213 (juillet 1961) du journal Spirou, puis elle parait sous forme d'album en 1962.

## Univers

### Synopsis
Avril 1672. Une expédition espagnole, menée par le conquistador Jorge de Albaran y Meraz, chemine péniblement dans la vallée de Coronado, parmi les déserts qui deviendront par la suite le sud-ouest des États-Unis. Accablés de chaleur, les hommes sont harcelés par les Indiens Yaquis et finissent par être exterminés. Sur le cadavre d'un des Espagnols, le chef Yaqui recueille un trophée : un parchemin qu'il est bien incapable de déchiffrer, mais qu'il conservera précieusement.
Deux siècles plus tard, le marshal fédéral Jerry Spring et son ami mexicain Pancho bivouaquent tranquillement dans cette même vallée de Coronado. Lorsque le silence de la nuit est troublé par un coup de feu, Pancho et Jerry surprennent une silhouette humaine penchée au-dessus du corps d'un vieil Indien yaqui, qui vient manifestement d'être assassiné. L'homme prend la fuite dans l'obscurité sans que Jerry et Pancho puissent le rattraper. L'Indien, avant de mourir, parvient à balbutier quelques mots : « Le message… le message des Espagnols… » Les deux hommes ramènent le corps jusqu'à un ranch voisin, puis voient arriver son propriétaire, Red Coleman, très mal en point : il affirme s'être fait agresser dans le désert par un inconnu qui lui aurait donné un grand coup sur la tête. La méfiance de Jerry et de Pancho est éveillée : la silhouette de Coleman, ses vêtements, leur rappellent l'homme qu'ils ont entrevu au-dessus du cadavre de l'Indien. Coleman est-il l'assassin ?
Avant que les choses puissent être tirées au clair, un groupe d'Indiens Yaquis, menés par le chef Petit-Cactus, pénètre en armes dans la cour du ranch. L'un de leurs anciens, Pohawak, a disparu depuis la veille. Jerry leur montre le cadavre et ils reconnaissent en lui le vieillard qu'ils recherchaient. Survient alors un métis de Blanc et de Yaqui, nommé Silver, qui affirme avoir trouvé sur les lieux du crime la carabine du rancher, « cheveux rouges », c'est-à-dire Coleman. Jerry tente de s'interposer, mais les Yaquis, convaincus de la culpabilité de Coleman, attachent ce dernier sur un cheval et l'emmènent.
À la nuit tombée, Jerry et Pancho tentent de s'introduire dans le campement indien pour délivrer Coleman. Ils réussissent à affoler les chevaux et profitent de la pagaille qui s'ensuit pour fuir avec le rancher, blessé au bras. Ils parviennent à gagner la ville voisine, et Jerry confie Coleman au shérif en attendant son jugement pour le meurtre de Pohawak. L'accusé nie farouchement, affirmant être victime d'un coup monté, et Jerry lui promet d'enquêter sur cette affaire.
Le lendemain, tandis que Pancho a des démêlés avec le tailleur local, qui souhaite absolument le convaincre de se faire confectionner une redingote en velours rose bonbon (« Un tissu qui fait fureur à la Nouvelle-Orléans !… »), la prison est attaquée par deux hommes masqués, apparemment pour tenter de délivrer Coleman. Mais l'attentat est un échec et Jerry réussit à capturer l'un des deux bandits. Le shérif reconnaît en lui « un type de la bande à Spindell », ce dernier étant le caïd local, propriétaire d'un saloon où se retrouve toute la racaille de la ville. Les doutes de Jerry quant à la culpabilité du rancher s'accroissent quand il apprend que Silver, son principal accusateur, est également un habitué du saloon en question. Jerry et Pancho se rendent aussitôt au Three Stars Saloon. La réaction de Spindell, en particulier l'une des paroles qu'il prononce, confirme leurs soupçons : il est au courant de la qualité d'US marshal de Jerry, renseignement que seul Silver a pu lui donner.
Le lendemain, dès l'aube, un jeune garçon monté sur son poney fait irruption en ville, réclamant de l'aide : les Yaquis ont attaqué le ranch de sa famille. Le groupe de volontaires armés qui se rend sur place constate que les fermiers sont sains et saufs et que les Indiens sont déjà repartis, après avoir incendié le ranch. Ils ont laissé un message, bien en vue, signé par Silver. Celui-ci menace de détruire tous les ranchs de la vallée si Coleman n'est pas livré aux Yaquis. Les hommes du shérif suivent la piste des Indiens, qui se séparent bientôt en plusieurs groupes, et Pancho, le spécialiste du pistage, suit les traces d'un Indien qui semble être parti seul de son côté. Mais il tombe dans un guet-apens tendu par Silver. Se préparant à tuer Pancho, celui-ci se vante devant lui d'être le véritable assassin de Pohawak. Au dernier moment, Silver est tué par une flèche de Petit-Cactus, lequel, ayant entendu la confession du traître, reconnaît à présent l'innocence de Coleman.
Jerry et Pancho se rendent avec Petit-Cactus à la « rancheria » des Yaquis pour essayer de comprendre les mobiles du crime. Ils interrogent Nuage-du-matin, fille de Pohawak. Celle-ci leur apprend que son père était dépositaire d'un très vieux manuscrit espagnol, qu'il avait un jour montré à Silver, le seul membre de la tribu capable de lire l'écriture des Blancs. La réaction de Silver à cette lecture l'ayant rendu inquiet, Pohawak avait décidé de se rendre au ranch de Coleman pour demander au rancher de lui traduire le texte, mais le métis l'avait guetté sur la route pour l'assassiner et lui dérober le manuscrit. L'enquête s'arrête là pour le marshal Spring : le coupable a payé, le manuscrit a disparu, toutes les pistes se sont refermées. Libéré et innocenté, Red Coleman décide de vendre son ranch et de partir vers l'Ouest pour y commencer une nouvelle vie, tandis que Jerry et Pancho, bien qu'ils éprouvent un sentiment d'inachèvement, repartent à l'aventure.
L'histoire n'est pourtant pas terminée. Dès le premier soir, sur la piste, ils sont rejoints par un étrange duo : un excentrique vieux monsieur, nommé Jéroboam Lee Moorhouse, et sa charmante fille, Judith. Ils se rendent tous deux dans la vallée de Coronado pour rechercher les traces d'une expédition espagnole qui aurait mystérieusement disparu dans ces parages au XVIIe siècle. Ayant immédiatement fait le lien entre ces événements et le « message des vieux Espagnols », Jerry accepte de revenir sur ses pas et d'accompagner Moorhouse et sa fille sur les lieux, à la recherche d'une ancienne mission espagnole qui aurait existé à cette époque dans la vallée de Coronado. Parvenus à proximité de l'ancien ranch Coleman, ils sont témoins de son dynamitage par le nouveau propriétaire, qui n'est autre que le sinistre Spindell. Le personnage est d'ailleurs sur place, avec deux complices. Tous trois viennent de mettre au jour l'entrée d'un vieux souterrain datant de l'époque des conquistadors. Sur le point d'être surpris par Jerry et Pancho, les trois bandits parviennent à s'échapper et à prendre en otage Judith Moorhouse.
Jerry et Pancho se lancent à leur poursuite et parviennent à les arrêter, avec l'aide tout aussi maladroite qu'involontaire des Moorhouse père et fille. Ils retrouvent sur les chevaux des fuyards le fameux parchemin, mais surtout un coffre rempli d'or et de bijoux : le trésor des conquistadors. Le « message des vieux Espagnols », rédigé deux siècles plus tôt, donnait l'emplacement de ce trésor, caché dans la crypte d'une vieille mission au cœur de la vallée de Coronado. C'est sur les ruines de cette mission que, sans le savoir, Red Coleman avait bâti son ranch, et c'est pour s'approprier ce ranch que Spindell, renseigné par Silver, avait tenté de faire disparaître Coleman.
Même après que le trésor a été partagé en quatre, il reste suffisamment d'or pour rendre riches Jerry et Pancho, lequel ne rêve plus que d'un joli ranch en Californie. Petit-Cactus le Yaqui, lui, a trouvé à son goût la redingote rose que porte Pancho, et celui-ci se voit contraint d'échanger cette redingote contre la vieille veste militaire du Yaqui. Un ranch en Californie ? Dans l'épisode suivant, il ne sera plus question de la fortune des deux héros.

### Personnages
Jerry Spring : le principal héros de l'histoire, il porte l'insigne de marshal fédéral des États-Unis. Jeune homme aux allures de cow-boy, monté sur un magnifique cheval nommé Ruby, qui n'accepte aucun autre cavalier que lui. Courageux, loyal, fidèle en amitié, il est toujours prêt à redresser les torts, à rétablir la justice et à se porter à l'aide de qui en éprouve le besoin.
Pancho dit El Panchito : mexicain rondouillard, il est l'ami indéfectible de Jerry Spring, même si les initiatives aventureuses de ce dernier le laissent parfois perplexe. Il aime la sieste et la tequila, mais peut aussi à l'occasion s'avérer un redoutable combattant.
Pohawak : vieil Indien Yaqui, dépositaire d'un secret familial vieux de deux siècles.
Petit Cactus : chef des Indiens Yaquis. Il aime beaucoup la couleur rose bonbon.
Spindell : propriétaire de saloon. Personnage avide et peu recommandable.
Red Coleman : nommé "cheveux rouges" par les indiens. Il est propriétaire d'un petit ranch dans la vallée de Coronado.
Jéroboam Lee Moorhouse : vieux monsieur excentrique, très peu à sa place dans l'Ouest sauvage, archéologue amateur.
Judith Moorhouse : sa fille, jeune personne charmante et bien élevée.

### Anecdotes
- Cet album est connu pour avoir bénéficié de la participation au dessin, et notamment à l'encrage, de Jean Giraud, le futur créateur de Blueberry. Jijé renverra l'ascenseur à son élève en le remplaçant au pied levé, pour quelques planches, sur Cavalier perdu, quatrième album du cycle « Fort Navajo », qui paraîtra en 1968.

- Les planches 11 et 12 de l'histoire ont été modifiées par Jijé en vue de la diffusion de l'album sur le marché français, car cette séquence avait suscité les foudres de la Commission de surveillance et de contrôle des publications destinées à l'enfance et à l'adolescence. À propos de cette séquence jugée trop audacieuse, Thierry Martens écrit dans son introduction au Tout Jijé 1960-1961 (éditions Dupuis, 1995) : « Dans l’édition originale de cet album et la prépublication dans l’hebdomadaire, Pancho affronte un Indien yaqui armé d'un couteau… Un combat vigoureusement rendu en trois bandes par Jijé et Giraud. Verdict des censeurs : ce type de situation risque de donner un mauvais exemple aux adolescents enclins à l’imitation. Cachez ce surin que nous ne saurions voir ! Jijé va transformer cette scène en une simple lutte à mains nues. Une réédition rapide est faite et obtient l’autorisation d’importation en France. L’édition originale ne sera écoulée qu’en Belgique et sur les marchés étrangers. […] Il est amusant de constater que l’éditeur et l’auteur, surpris par cet oukase, oublièrent de modifier le dialogue dans la case précédant les trois bandes édulcorées. Jerry Spring continue à s'y écrier : “Pancho ! Attention ! Son couteau !!!” »

- Il ne semble pas exister de vallée ou de rio Coronado dans le sud-ouest des États-Unis. Ce titre, ainsi que le prétexte de l'intrigue, ont visiblement été inspirés à Jijé (ou à son fils Philip) par le périple d'un conquistador espagnol, Francisco Vasquez de Coronado, qui a parcouru ces contrées dans les années 1540-1542, à la recherche des cités de Cibola, censées regorger d'or et de richesses.

## Publication

### Revues
La route de Coronado est la quatorzième histoire de Jerry Spring. Elle parait d'abord dans la revue Spirou, à raison d'une double page hebdomadaire, entre le mois de février 1961 (n° 1192) et le mois de juillet de la même année (n° 1213).

### Album
L'album, qui porte le numéro 11, est publié aux éditions Dupuis en 1962. Il est repris en 1995 dans le volume Tout Jijé n° 8, qui couvre la période 1960-1961, puis, en 2011, dans le troisième volume de l'Intégrale Jerry Spring en noir et blanc, toujours aux éditions Dupuis. Ces deux intégrales rétablissent la version originale des planches 11 et 12.